# بانشو كوردوفا
بانشو كوردوفا (بالإسبانية: Pancho Córdova)‏ (و. 1916 – 1990 م) هو كاتب سيناريو، ومخرج أفلام، وممثل تلفزي، وممثل أفلام مكسيكي، توفي في كويرنافاكا، عن عمر يناهز 74 عاماً.

## وصلات خارجية
- بانشو كوردوفا على موقع IMDb (الإنجليزية)
- بانشو كوردوفا على موقع ألو سيني (الفرنسية)
- بانشو كوردوفا على موقع ميوزك برينز (الإنجليزية)
- بانشو كوردوفا على موقع قاعدة بيانات الأفلام السويدية (السويدية)
- بانشو كوردوفا على موقع قاعدة بيانات الفيلم (الإنجليزية)
- بانشو كوردوفا على موقع كينوبويسك (الروسية)

- بانشو كوردوفا في قاعدة بيانات الأفلام على الإنترنت